# Arkstorm

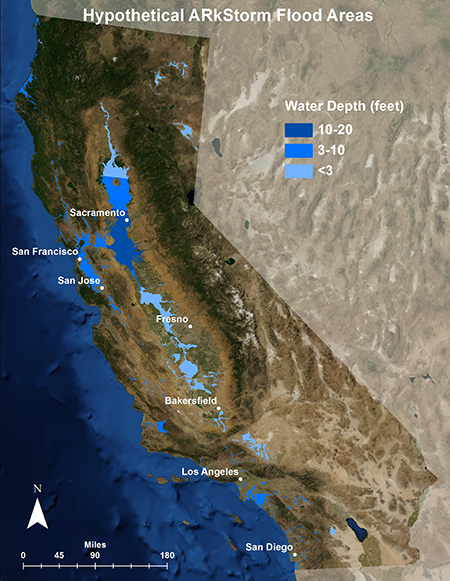
Von einer Flut bedrohte Gebiete an der US-Westküste nach dem ARkStorm-Szenario

Ein Arkstorm (korrekt ARkStorm für Atmospheric River kilo Storm, dt. sinngemäß tausendfacher „Atmosphärischer Fluss“) ist die Bezeichnung für ein Wetter-Szenario des United States Geological Survey, das schwere Winterstürme mit heftigen Regenfällen in Kalifornien untersucht. Das Szenario wurde zur Prüfung der Katastrophenschutzmaßnahmen erstellt und ist ein Glied in einer Kette solcher möglicher Naturkatastrophen wie Erdbeben (ShakeOut), Tsunamis, Waldbränden, Erdrutschen und Küstenerosion.
Grundlage für das skizzierte Wetterphänomen sind ähnliche Regenfälle wie jene, die am Weihnachtsabend 1861 begannen und 45 Tage ununterbrochene Niederschläge brachten (Große Flut von 1862); weite Teile des Central Valley wurden damals unpassierbar und Los Angeles zu einem schlammigen See. Untersuchungen von Sedimenten der Flussterrassen großer Flüsse in Kalifornien zeigen jedoch, dass diese Flut noch nicht einmal die schwerste in der Geschichte Kaliforniens war.
Im Arkstorm-Szenario wurden die Messdaten von zwei als Pineapple Express („Ananas-Express“) bezeichneten Wetterlagen im Januar 1969 und Februar 1986 zusammengeführt und mittels Computern simuliert. Das berechnete Ergebnis waren schwere Regenfälle für 23 Tage. Das Szenario erzeugt also nicht die schlimmste vorstellbare Ausprägung, ist also kein Worst-Case-Szenario. Für Kalifornien wird die Häufigkeit von Arkstorms auf einen Vorfall in 100 bis 200 Jahren geschätzt.

## Wirkungen des Szenarios

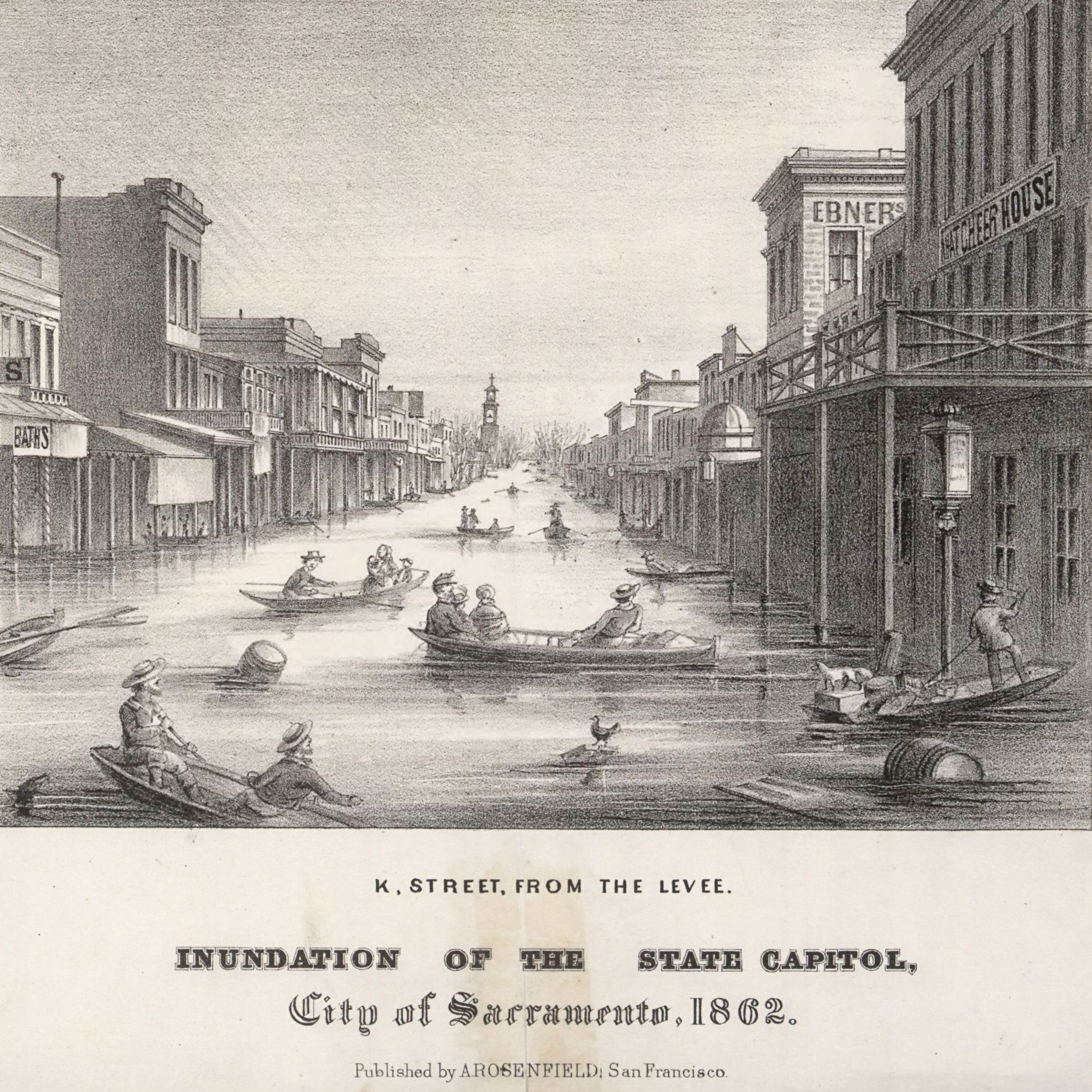
Lithografie der K-Street in Sacramento, Kalifornien während der Flut 1862

Gemäß dem Szenario würde das Central Valley auf einer Länge von circa 500 km und einer Breite von 20 km überflutet werden. Auch die bevölkerungsreichen Zentren Los Angeles, San Francisco, San Diego und das Orange County wären von schweren Überschwemmungen betroffen. Die Gesamtkosten der hypothetischen Schäden werden auf über 700 Mrd. US-Dollar geschätzt. Das Szenario ließ Zweifel aufkommen, ob die öffentliche Verwaltung in der Lage wäre, dergleichen zu bewältigen. Es wurde abgewogen, ob erhebliche Summen in Katastrophenschutzmaßnahmen  oder noch viel höhere Summen in den Umgang mit den Folgen eines solchen Szenarios investiert werden sollten.
Das Szenario fand in den Medien Interesse und wird inzwischen auch in anderen Regionen der Welt untersucht. So hält der Meteorologe Andreas H. Fink von der Universität Köln ähnliche Regenfälle auch in Europa für möglich.

## Meteorologische Grundlagen
Arkstorms werden durch tropische Luftmassen verursacht, die in atmosphärischen Flüssen stabil über mehrere Tage in Küstenregionen verlagert werden. Die vorhandene Wassermenge in den Strömen wird mit dem 7- bis 15-Fachen des Mississippi angegeben. An den Westküsten der Kontinente kann es, ggf. begünstigt durch Gebirgsketten, zu Steigungsregen kommen und über mehrere Tage heftig regnen. Berichte aus dem Winter 1861/62 sprechen von 45 Tagen Regen und lassen das Szenario damit plausibel erscheinen. Daneben haben Sedimentproben aus dem Central Valley ähnliche Vorkommnisse historisch belegen können. Der geologische Befund aus der Bucht von San Francisco lässt auf weitere schwere Stürme mit Überschwemmungen in den Jahren 212, 440, 603, 1029, 1418 und 1605 schließen.
Die atmosphärischen Flüsse wurden erst im Jahr 1998 durch Yong Zhu und Reginald Newell vom Massachusetts Institute of Technology durch die Auswertung von Daten des Europäischen Zentrums für mittelfristige Wettervorhersagen entdeckt. Demnach sind atmosphärische Ströme für die Verlagerung von circa 95 Prozent der Luftfeuchtigkeit in die Richtung der Pole verantwortlich. An den Westküsten der Kontinente kann es dadurch zu Starkregen kommen, wie beispielsweise im Herbst 2009 in Großbritannien oder Spanien.